# Зелениково
Зелениково (мкд. Зелениково) је насеље у Северној Македонији, у северном делу државе. Зелениково је седиште истоимене општине Зелениково, која окупља југоисточна предграђа Града Скопља.

## Географија
Зелениково је смештено у северном делу Северне Македоније. Од најближег већег града, Скопља, насеље је удаљено 25 km југоисточно.
Насеље Зелениково је у оквиру историјске области Торбешија, која се пружа јужно од Скопског поља. Насеље је смештено на десној обали Вардара, близу његовог утока у Тарску клисуру. Северно од насеља пружа се поље, док се јужно издиже планина Китка. Надморска висина насеља је приближно 230 метара.
Месна клима је измењена континентална са мањим утицајем Егејског мора (жарка лета).

## Становништво
Зелениково је према последњем попису из 2002. године имало укупно 1.906 становника. Пошто се насеље састоји из два дела, становништво је подељено на 1.135 становника у насељу варошици и 771 становника у селу.
Етнички састав:
| Националност | Село Зелениково | Станица Зелениково | Зелениково (укупно) |
| Македонци    | 697 (90,4%)     | 930 (81,9%)        | 1.627 (85,4%)       |
| Бошњаци      | 0 (0,0%)        | 190 (16,7%)        | 190 (10,0%)         |
| Роми         | 61 (7,9%)       | 0 (0,0%)           | 61 (3,2%)           |
| Срби         | 8 (1,0%)        | 10 (0,9%)          | 18 (0,9%)           |
| остали       | 5 (0,6%)        | 5 (0,4%)           | 10 (0,5%)           |

Већинска вероисповест је православље.